# Limbă SVO
În tipologia lingvistică, o limbă de tipul SVO este o limbă în care subiectul, predicatul și complementul unei propoziții apar în mod uzual în ordinea dată. Termenul vine din engleză (subject-verb-object). Exemple de astfel de limbi includ și româna, deși ordinea uzuală poate fi schimbată pentru a pune în evidență anumite cuvinte sau pentru stilizare. Dar predominant, româna este de tipul SVO, ca majoritatea limbilor indo-europene.
SVO este a doua cea mai comună ordine după numărul de limbi cunoscute, după SOV. Împreună, SVO și SOV reprezintă mai mult de 87% din limbile lumii. Eticheta SVO include adesea limbile ergative, deși acestea nu au subiecte nominative.

## Categorizare
| Ordine                                             | Exemplu              | Incidență | Incidență | Limbi |
| -------------------------------------------------- | -------------------- | --------- | --------- | --- |
| SOV                                                | „Ion mere a mâncat.” | 45%       | 45        | Abazină, abhază, akkadiană, amharică, armeană, avară, aimara, azeră, bască, bengaleză, birmană, elamită, greacă veche, hitită, hindustană, japoneză, coreeană, kurdă, latină, malayalam, manchu, mongolă, navajo, nepaleză, pali, paștună, persană, sanscrită, tamilă, telugu, tibetană, turcă, quechua |
| SVO                                                | „Ion a mâncat mere.” | 42%       | 42        | Arabă (varietățile moderne), chineză, ebraică, indoneziană, majoritatea limbilor europene, swahili, thailandeză, vietnameză |
| VSO                                                | „A mâncat Ion mere.” | 9%        | 9         | Arabă (clasică și modernă standard), limbile berbere, ebraică biblică, limbile celtice, filipineză, gî'îz, limbile polineziene |
| VOS                                                | „A mâncat mere Ion.” | 3%        | 3         | Malgașă, limbile mayașe, Terêna, Qʼeqchi' |
| OVS                                                | „Mere a mâncat Ion.” | 1%        | 1         | Äiwoo, Hixkaryana, Urarina |
| OSV                                                | „Mere Ion a mâncat.” | 0,3%      | 0.3       | Tobati, Warao, Haida |
| Distribuție raportată de Russell S. Tomlin în 1986 |                      |           |           | |

## Proprietăți
Limbile subiect-verb-obiect plasează aproape întotdeauna clauzele relative după substantivele pe care le modifică, iar adverbele subordonatoare înaintea clauzei modificate, varietățile de chineză fiind excepții notabile.
Deși unele limbi subiect-verb-obiect din Africa de Vest, cea mai cunoscută fiind Ewe, folosesc postpoziții în frazele substantivale, marea majoritate a acestora, precum româna, au prepoziții. Majoritatea limbilor subiect-verb-obiect pun genitivele după substantiv, dar o minoritate semnificativă, inclusiv limbile SVO postpoziționale din Africa de Vest, limbile hmong-mien, unele limbi sino-tibetane și limbi europene precum suedeza, daneza, lituaniana și letona au genitive prenominale (așa cum ar fi de așteptat într-o limbă SOV). De exemplu, în română, în sintagma „cățelul fetei”, substantivul „fetei” este în cazul genitiv, în timp ce substantivul posedat, „cățelul”, se află în fața genitivului.
Limbile SVO non-europene au de obicei o tendință puternică de a plasa adjectivele, pronumele demonstrative și numeralele după substantivele pe care le modifică, dar chineza, vietnameza, malaeziana și indoneziana plasează numeralele înaintea substantivelor, ca în română. Unii lingviști au ajuns să considere numeralul ca fiind partea principală a construcției pentru a explica acest fapt.

## Diferențe între limbi și variații
Un exemplu de propoziție cu topică SVO în română este:
Claudiu scrie o carte.
De altfel, este și cel mai uzual mod în care cineva ar formula această afirmație. Această topică în română este adesea folosită, deși nu înseamnă că alte ordini sunt greșite gramatical. Teoretic, în româna, se poate folosi oricare dintre topicile posibile atâta timp cât sunt corect formulate și nu sunt ambigue. De exemplu, propoziția de mai sus poate fi rescrisă în felul următor, cu o ordine OVS:
O carte scrie Claudiu.
și sensul este perfect clar, deși poate suna neobișnuit în afara unui context literar.
Sunt totuși numeroase situații în care inversând obiectul cu subiectul în același fel poate duce la ambiguitate pentru că, în română, cazul nominativ și cazul acuzativ au aceeași formă în substantive. Spre exemplu:
Copilul aleargă cățelul.

Cățelul aleargă copilul.
Sensul s-a schimbat pentru că, din moment ce nu există forme dedicate pentru cele două cazuri, româna folosește ordinea în propoziție pentru a stabili care este subiectul acțiunii și care este complementul în situații ambigue.
Alte limbi, fie cu mai multe cazuri, sau care nu prezintă aceeași particularitate, au mai multe grade de libertate în cum pot schimba topica propoziției (precum rusa, finlandeza, ucraineana, maghiara), în timp ce alte limbi, cu precădere cele analitice, au o topică inflexibilă.
Limba rusă permite utilizarea subiectului, verbului și obiectului în orice ordine și „amestecă” părțile pentru a aduce un înțeles contextual ușor diferit de fiecare dată. Exemplu:
любит она его (îl iubește ea pe el)
poate fi folosit pentru a sublinia că ea acționează astfel pentru că îl iubește, sau
его она любит (pe el ea îl iubește)
este folosit în contextul „dacă ești atent, veți vedea că el este cel pe care ea îl iubește cu adevărat”. Indiferent de ordine, este clar că „его” este obiectul, deoarece este în cazul acuzativ.